# Escala cartográfica
Na cartografia, a escala é a relação matemática entre as dimensões do objeto no real (convenções cartográficas) e a fonte.
A menor representação cartográfica-escalar é o ponto, considerado no valor de 0,2 mm. Esse valor tem sua representação no objeto real. Sendo considerado o chamado "erro gráfico desse objeto", a representação que não pode ser realizada, devido a esse erro "e".

## Representação
Escala natural: Temos uma escala natural quando o tamanho físico do objeto representado no plano coincide com a realidade. Própria para representações onde se faz necessário uma alta fidelidade de representação da região a ser reproduzida. A escala natural é representada numericamente por E = 1 : 1 ou E = 1 / 1.
Escala reduzida: a escala reduzida representa uma área que é maior na realidade do que na própria representação. Tal escala é geralmente utilizada em plantas de habitações e mapas físicos de territórios de tamanho extenso onde faz-se necessário a redução por motivos práticos, que chegam a E = 1 : 50.000 ou E = 1 : 100.000. Para se conhecer o valor real de uma dimensão é necessário multiplicar a medida do plano pelo valor do denominador.
Escala ampliada: a escala ampliada, por sua vez, é utilizada quando é necessária a representação de detalhes mínimos de uma determinada área, ou então a representação de territórios de tamanho muito reduzido. Em tal caso o valor do numerador é mais alto que o valor do denominador, sendo que, deverá dividir-se pelo numerador para conhecer o valor real da peça. Exemplos de escalas ampliadas são E = 2 : 1 ou E = 10 : 1.
De acordo com a norma 5455:1996 “Desenhos técnicos – Escalas”, recomenda-se utilizar as seguintes escalas normatizadas:
- Escalas reduzidas: 1:2, 1:5, 1:10, 1:20, 1:50, 1:100, 1:200, 1:500, 1:1000, 1:2000, 1:5000, 1:20000, etc.
- Escala natural: 1:1
- Escalas ampliadas: 2:1, 5:1, 10:1, 15:1, 20:1, 40:1, 50:1, 100:1, 200:1, 400:1, 500:1, 1000:1, etc.

Escalas numéricas, unidade por unidade e gráfica (o número à esquerda do símbolo “:”) e o valor da realidade (o número à direita do símbolo “:”). Um exemplo seria 1:100.000, que indica que uma unidade qualquer do plano representa 100000 dessas mesmas unidades na realidade, ou seja, dois pontos no plano que se encontram a 1 cm estarão na realidade a 100000 cm, se estão no plano a 1 m, na realidade, estarão a 100000 metros, sendo assim com qualquer unidade considerada.
A escala numérica representa a relação entre o valor da representação.
A escala unidade por unidade é a igualdade expressa de duas longitudes: a do mapa (à esquerda do símbolo “=”) e da realidade (à direita do símbolo “=”). Um exemplo seria:
1 cm = 4 km; 2 cm = 500 m; etc.
A escala gráfica é a representação desenhada da escala unidade por unidade, onde cada segmento mostra a relação entre longitude da representação e da área real. Um exemplo seria:
0_________-_________100 km   ou   0_________50_________100_________150_________200 km (quilômetros).

## Tipos
A escala pode ser apresentada de duas maneiras distintas:
1. Escala de mapeamento (representada por um gráfico);
2. Escala numerada (representada por números).

Quanto ao tipo pode ser considerada de três maneiras distintas:
1. Grande (entre 1:1.000 a 1:50.000);
2. Média (entre 1:100.000 a 1:1.000.000);
3. Pequena (no mínimo 1:2.000.000).

É comum confundir-se entre essas denominações, pois mapas na escala grande apresentam maiores detalhes, sendo essa escala ideal para lugares pequenos, enquanto mapas na escala pequena apresentam poucos detalhes, sendo essa escala ideal para a representação de áreas vastas, como o globo terrestre.
Escalas como 1:1000000, 1:500000, 1:250000, 1:100000 ou 1:50000, em geral, são usadas para mapas de continentes e países grandes, como: Brasil, EUA, Canadá, etc.
Escalas como 1:25000, 1:10000, 1:2500 são utilizadas em cidades, bairros e ruas, para estudos de mais precisão.
A escala é definida pela fórmula:
{\displaystyle E=d/D} acompanhada do e (erro gráfico).
Por exemplo: um avião no mapa mede 24 cm de comprimento por 19 cm de largura. No comprimento real mede 36 m de comprimento por 28,5 m de largura. De quanto foi a escala que ele usou?
Vamos pegar um valor e saber o quanto ele foi reduzido:
- E= 36/24 → transforma os 36 metros em centímetros.
- E= 3600/24
- E= 150 ou 1:150

Onde o erro gráfico será de e = 0,2 mm x 150 ⇒ e = 30 mm
Onde: 
- E é a escala;
- d é a distância na projeção (mapa) em centímetros;
- D é a distância real em centímetros;
- e é o erro gráfico de 30 mm (o valor do ponto na escala).